# Galina Višněvskaja
Galina Pavlovna Višněvskaja, česky též Višněvská (rusky Галина Павловна Вишневская, 25. října 1926, Leningrad, Sovětský svaz – 11. prosince 2012 Moskva), byla ruská operní pěvkyně, sopranistka.

## Životopis
Narodila se v Leningradě. Profesionálně debutovala v operetě v roce 1944. Po ročním studiu u Věry Garinové vyhrála v roce 1952 soutěž pořádanou Velkým divadlem v Moskvě (s Rachmaninovovou písní Nesmutni (О, не грусти) a Verdiho árií O patria mia z opery Aida). O rok později se stala členkou souboru Velkého divadla.
9. května 1960 poprvé vystoupila v Národním divadle v Sarajevu jako Aida. V následujícím roce debutovala opět jako Aida v Metropolitní opeře v New Yorku, další rok pak poprvé zpívala v Královské opeře v Londýně znovu v této roli. Vedle Birgit Nilssonové a Franka Corelliho vystoupila poprvé na scéně milánské La Scaly jako Liu v Pucciniho Turandot.
Vynikla v ruských operních rolích (zejména jako Taťána v Evženu Oněginovi a Líza v Pikové dámě), zpívala ale také již zmíněnou Aidu, Violettu v Traviatě, Tosku, Čo-čo san v Madam Butterfly, Leonoru ve Fideliovi nebo Cherubína ve Figarově svatbě.
Účinkovala při světových premiérách některých děl Dmitrije Šostakoviče a Benjamina Brittena, který speciálně pro ni napsal sopránový part Válečného rekviem z roku 1962.

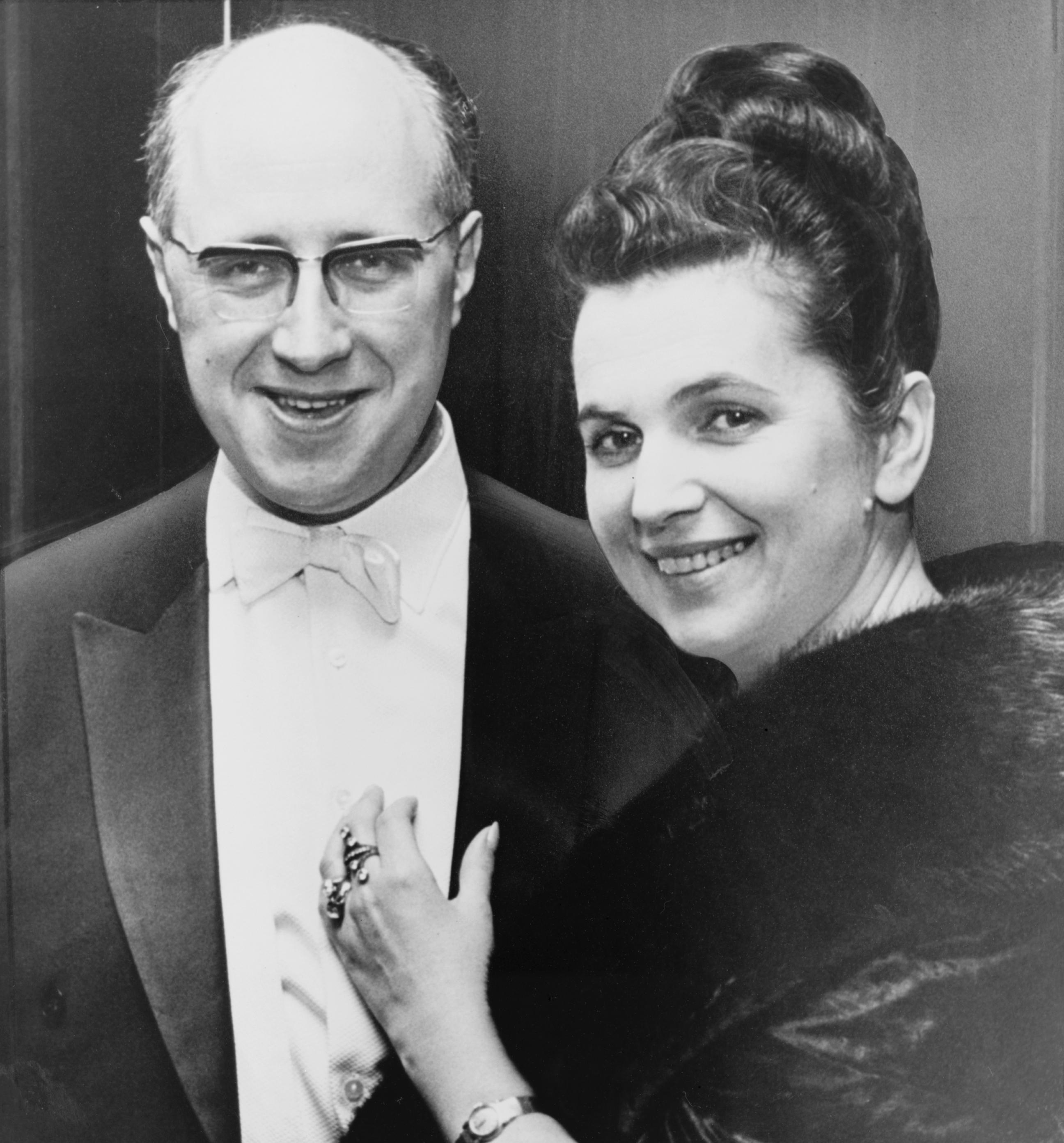
Galina Višněvskaja s manželem Mstislavem Rostropovičem

V roce 1955 se v Praze při festivalu Pražské jaro seznámila s violoncellistou Mstislavem Rostropovičem, za kterého se ještě téhož roku vdala a do konce jeho života v roce 2007 zůstali spolu. Pravidelně ji doprovázel na klavír nebo jako dirigent. Společně se přátelili s Dmitrijem Šostakovičem, z jejich spolupráce pochází výjimečná nahrávka Lady Macbeth Mcenského újezdu pro společnost EMI. Rodinným přítelem byl také spisovatel Alexandr Solženicyn, který podle Roberta Conquesta na jejich chatě napsal po roce 1968 většinu svého románu Souostroví Gulag.
V roce 1974 pár požádal sovětskou vládu o svolení opustit zemi. Usadili se střídavě v Americe a Paříži. V roce 1982 zpívala naposledy v Paříži Taťánu a opustila pěveckou dráhu. V roce 1987 režírovala inscenaci Carské nevěsty Rimského-Korsakova. V roce 1984 vyšly její paměti s titulem Galina: A Russian Story (Galina: Ruský příběh). V 90. letech se vrátila do Ruska, kde založila v roce 2002 operní školu a divadlo – Operní centrum Galiny Višněvské.
V roce 2007 ztvárnila ve filmu Alexandra roli ženy, která navštívila Čečensko v době války, aby se setkala se svým vnukem.

## Nahrávky
Její umění je zachyceno na mnoha nahrávkách, jako byly zejména Čajkovského Evžen Oněgin (1956 a 1970), Brittenovo Válečné rekviem (s Peterem Pearsem a Dietrichem Fischerem-Dieskauem, dirigováno skladatelem, 1963), Musorgského Boris Godunov (1970 a 1987), Pucciniho Tosce (1976), Čajkovského Piková dáma (1976), Šostakovičova Lady Macbeth Mcenského újezdu (1978), Čajkovského Iolanta (s Nicolaiem Geddou, 1984) nebo Prokofjevova Vojně a míru (1986). Nahrála také písňové cykly Písně a tance smrti Musorgského (1961 a 1976) a The Poet's Echo (1968) Brittena.

## Ocenění
Šlo o držitelku mnoha ocenění, např.:
- Řád Za zásluhy o vlast II. stupně (2006)
- Leninův řád (1973)
- Medaile Za obranu Leningradu (1943)
- národní umělkyně Sovětského svazu (1966)
- Diamantová medaile města Paříže (1977)
- komandér Řádu čestné legie (Francie, 1982)
- čestná profesorka Moskevské státní univerzity (2007)
- Řád sv. kněžny Olgy udělovaný ruskou pravoslavnou církví
- Řád sv. Eufrosyny, velkovévodkyně moskevské udělovaný ruskou pravoslavnou církví
- cena Nadace Dagmar a Václava Havlových Vize 97 za celosvětový přínos a medializaci hudby (2006)